# Gryllomorpha rufescens
Gryllomorpha rufescens är en insektsart som beskrevs av Boris Petrovich Uvarov 1924. Gryllomorpha rufescens ingår i släktet Gryllomorpha och familjen syrsor. Inga underarter finns listade i Catalogue of Life.